# Pingba (socken i Kina)
Pingba (kinesiska: 坪坝乡, 坪坝) är en socken i Kina. Den ligger i provinsen Sichuan, i den sydvästra delen av landet, omkring 220 kilometer sydväst om provinshuvudstaden Chengdu. Antalet invånare är 3 312. Befolkningen består av 1 584 kvinnor och 1 728 män. Barn under 15 år utgör 34 %, vuxna 15-64 år 58 %, och äldre över 65 år 6,0 %.
Genomsnittlig årsnederbörd är 1 227 millimeter. Den regnigaste månaden är juli, med i genomsnitt 264 mm nederbörd, och den torraste är januari, med 8 mm nederbörd.